# Joan Patzí
Joan Patzí fou un mestre de capella de la segona meitat del segle xviii. Havia nascut a Berga i va ocupar aquest càrrec a la Seu de Manresa des del 8 d'octubre de 1763 fins a la seva mort, el 3 de febrer de 1809. Només se li coneix un Inter mulieribus conservat a l'Arxiu de Manuscrits Musicals de la Seu de Manresa.